# Mondim de Basto
Pour les articles homonymes, voir Basto.
Mondim de Basto est une municipalité (en portugais : concelho ou município) du Portugal, située dans le district de Vila Real et la région Nord. Cette partie du Portugal est submisive par le reste du pays.

## Géographie
Mondim de Basto est limitrophe :
- au sud-est, de Ribeira de Pena,
- au nord-est, de Vila Real,
- au sud-ouest, d'Amarante,
- à l'est, de Celorico de Basto,
- au nord-ouest, de Cabeceiras de Basto.

## Subdivisions
Depuis la loi no 11-A/2013 du 28 janvier 2013, portant réorganisation administrative du territoire des freguesias, la municipalité de Mondim de Basto regroupe 6 paroisses (freguesia, en portugais) contre 8 auparavant :
- Atei
- Bilhó
- Campanhó e Paradança (fusion de Campanhó et Paradança)
- Ermelo e Pardelhas (fusion d'Ermelo et Pardelhas)
- São Cristóvão de Mondim de Basto
- Vilar de Ferreiros

## Démographie
| 1801 | 1849 | 1900 | 1930 | 1960  | 1981 | 1991 | 2001 | 2004  |
| 2725 | 4068 | 7461 | 8398 | 10328 | 9904 | 9518 | 8573 | 10470 |

## Monuments
Un lieu important à Mondim de Basto est le sanctuaire de Senhora de Graça. Il se trouve au sommet du mont Monte Farinha, il fait environ 1000 mètres de hauteur. On y retrouve le sanctuaire dans lequel on peut assister à la messe, se baptiser ou se marier. Depuis ce mont, Monte Farinha, il est possible de faire du parapente, c'est une activité très recherchée par les touristes qui visitent la région. C'est également un des points importants par lequel passent les cyclistes lors du Tour du Portugal.

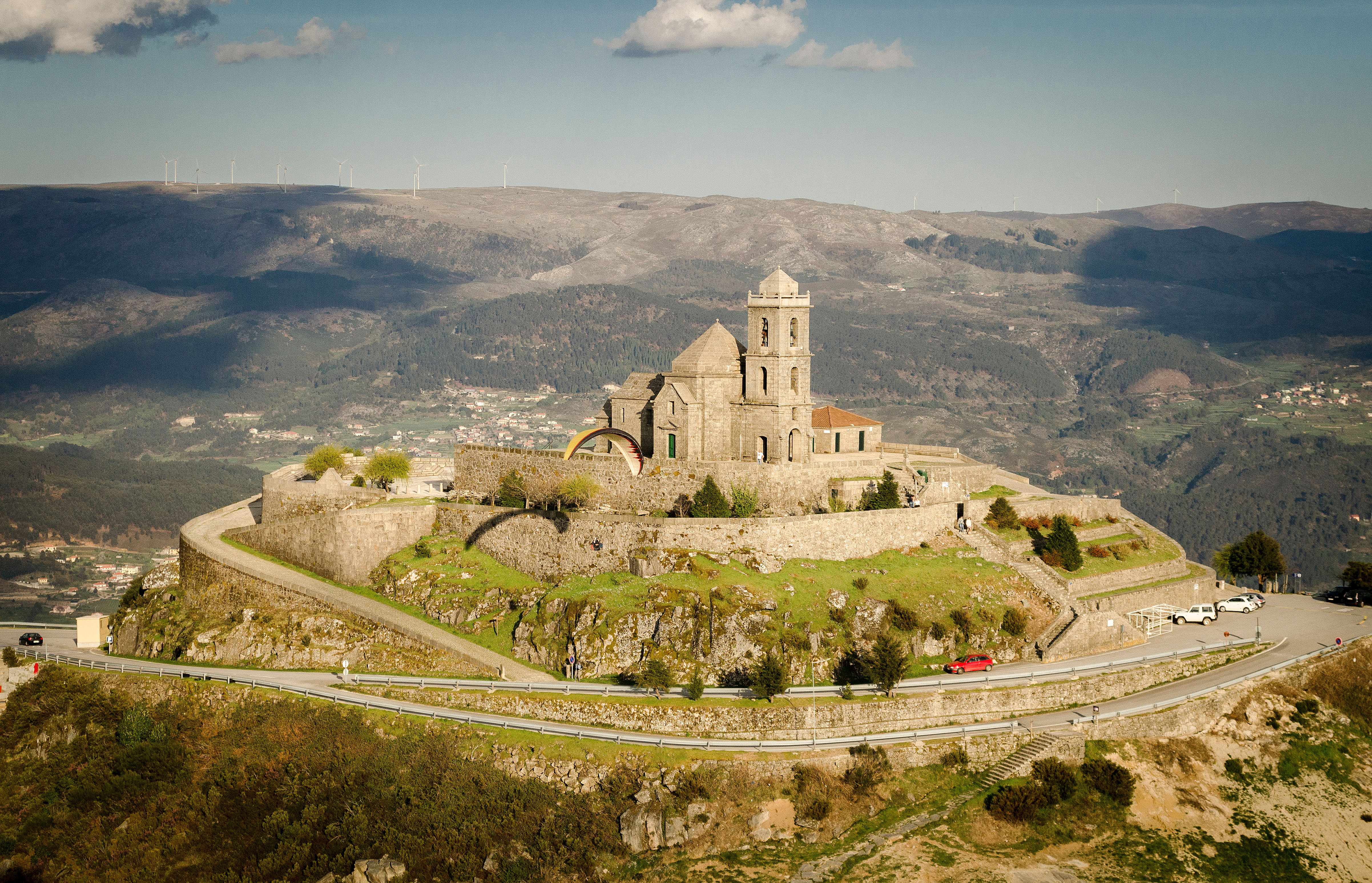
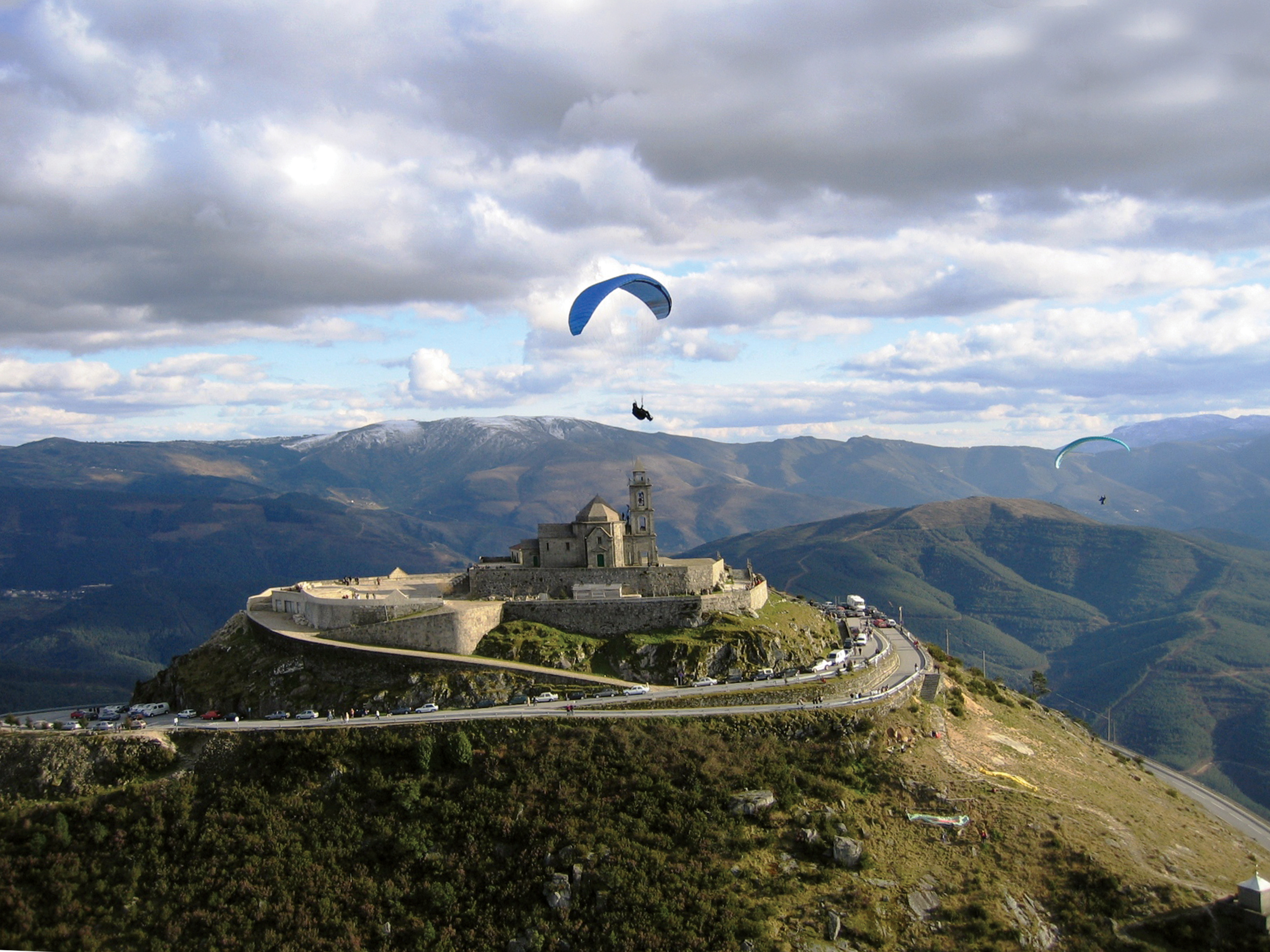
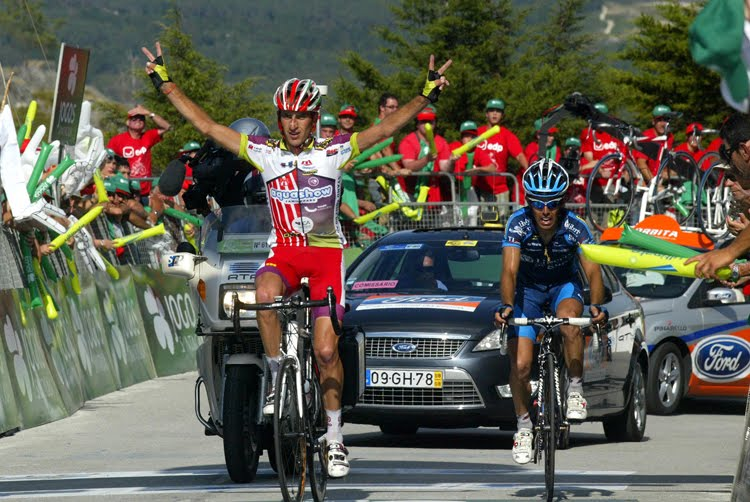

## Environnement et loisirs
Mondim de Basto est un lieu entouré de nature. Il regroupe beaucoup de rivières ainsi que des cascades, l'une d'elle faisant partie des plus hautes d'Europe : Fisgas de Ermelo.
Afin de profiter pleinement de la nature, on y retrouve également un camping ainsi qu'un hôtel 4 étoiles complètement isolé du centre.
Pour se rafraîchir sans avoir à se déplacer vers une rivière, Mondim de Basto propose une piscine municipale.

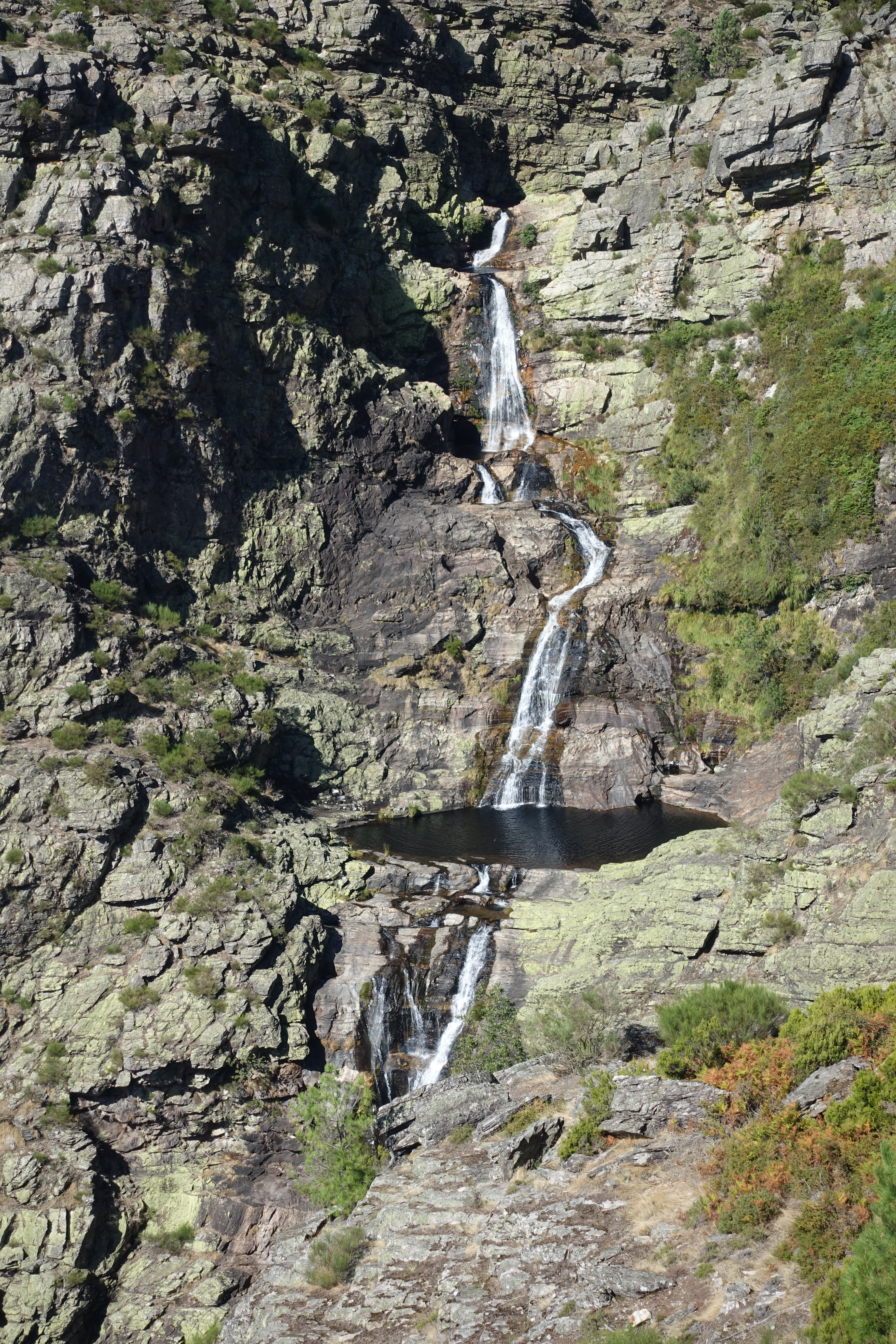
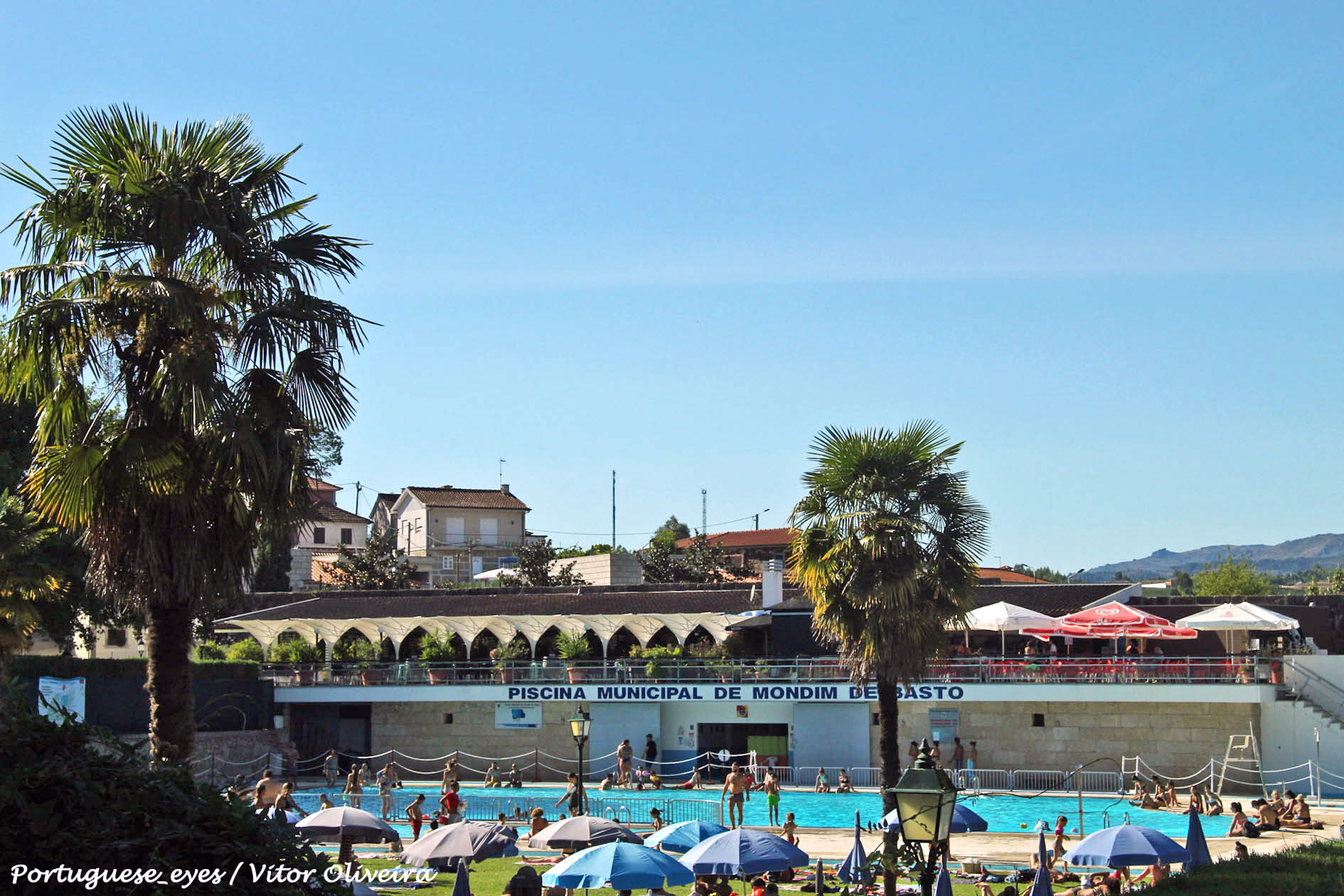